# Frédéric Henri Walther
Pour les articles homonymes, voir Walther.
Frédéric Henri Walther, né le 20 août 1761 à Obenheim dans le Bas-Rhin et mort le 24 novembre 1813 à Kusel, dans la Sarre, est un général français de la Révolution et de l’Empire. Walther s'engage dans l'armée en 1781 et joue pendant trente ans un rôle actif dans les principaux affrontements disputés par les troupes françaises en Europe. Il conquiert rapidement ses épaulettes de général et sert notamment à l'armée d'Helvétie sous les ordres du général Masséna, assistant à la bataille de Winterthour et aux deux batailles de Zurich en 1799.
Cavalier réputé, il occupe sous l'Empire des fonctions importantes au sein de la cavalerie, avec laquelle il se distingue à Austerlitz et Eylau. Il est nommé en 1806 à la tête du prestigieux régiment des grenadiers à cheval de la Garde impériale qu'il dirige sans interruption jusqu'en 1813. Après avoir participé aux campagnes de Russie et d'Allemagne, le général meurt de façon prématurée, sans doute d'épuisement ou de maladie. Il est inhumé au Panthéon et son nom est gravé sur l'arc de triomphe de l'Étoile à Paris.

## Biographie

### Jeunesse et début de carrière
Frédéric Henri Walther est le fils de Georges Henri Walther, un pasteur luthérien, et de Marie Élisabeth Chatel, originaire de Montbéliard. Il naît à Obenheim, dans la région alsacienne du Bas-Rhin. Il a pour cousins Frédéric Cuvier et Georges Cuvier, naturalistes et zoologistes de renom. Walther s'engage le 10 mai 1781 au régiment de hussards de Bercheny, dont il est fourrier le 20 septembre 1784, maréchal des logis-chef le 1er avril 1788 et adjudant le 1er mai suivant.

### Sous la Révolution et le Consulat
La Révolution accélère son avancement. Il est nommé sous-lieutenant le 22 septembre 1789, lieutenant le 10 mai 1792 et capitaine le 1er septembre de la même année. Il prend part à la campagne d'Argonne au cours de laquelle il s'illustre à Jemappes et il est blessé d'un coup de feu au bras gauche à la bataille de Neerwinden le 18 mars 1793. Il reçoit son brevet de chef d'escadron le 1er mai suivant et celui de d'adjudant-général chef de brigade le 27 septembre. Il est ensuite transféré à l'armée des Alpes, puis détaché au siège de Lyon. Promu général de brigade le 22 octobre 1793, il est chargé d'organiser la cavalerie de l'armée des Alpes. Walther passe ensuite à l'armée d'Italie, où il rencontre le général Bonaparte. Le 12 janvier 1798 il est affecté à l'armée d'Angleterre, puis à celle de Mayence le 21 août 1798.
Pendant la guerre de la deuxième Coalition, il se trouve aux défaites françaises d'Ostrach et de Stockach en mars 1799, puis sert sous les ordres d'un général de fraîche date, Michel Ney, aux lignes de défenses avancées de la ville de Zurich, en Suisse. À la bataille de Winterthour, alors que Ney est contraint d'abandonner ses positions, Walther couvre le repli de l'armée avec l'arrière-garde et conserve pendant 90 minutes le contrôle d'un pont stratégique enjambant la Töss face aux troupes autrichiennes numériquement supérieures du général Friedrich von Hotze,. Quelques jours plus tard, il assiste à la première bataille de Zurich qui s'achève sur une défaite française et force l'armée de Masséna à repasser la rivière Limmat. En septembre 1799, Masséna prend sa revanche en écrasant les troupes russes du général Korsakov lors de la deuxième bataille de Zurich. Walther participe activement à la poursuite des fuyards. Il prend également part à la bataille de Moesskirch en 1800.
Il commande une brigade de cavalerie lors de la campagne d'Allemagne de 1800 sous les ordres de Moreau et s'illustre face à l'arrière garde ennemie à la bataille de Hohenlinden le 3 décembre 1800, où il est blessé d'un coup de feu qui lui traverse la poitrine. Le 3 juin 1802, il est envoyé en Batavie avant d'être élevé au grade de général de division le 29 août de la même année. Walther est fait chevalier de la Légion d'honneur le 11 décembre 1803 puis grand officier de l'ordre le 14 juin 1804.

### Général de l'Empire
Au déclenchement de la guerre de la troisième Coalition, Walther reçoit le commandement de la 2e division de dragons de la Grande Armée, composée des 3e, 6e, 10e, 11e, 13e et 22e régiments de dragons. Au cours de la bataille d'Austerlitz le 2 décembre 1805, sa division fait partie de la réserve de cavalerie du maréchal Murat. Il est blessé une nouvelle fois à cette occasion et se voit décerner après la bataille le grand aigle de la Légion d'honneur. Il est par ailleurs nommé chambellan de l'Empereur le 8 février 1806 et colonel commandant du régiment des grenadiers à cheval de la Garde impériale le 20 mai. À la bataille d'Eylau, le 8 février 1807, il est blessé de six coups de sabre et a son cheval tué sous lui.

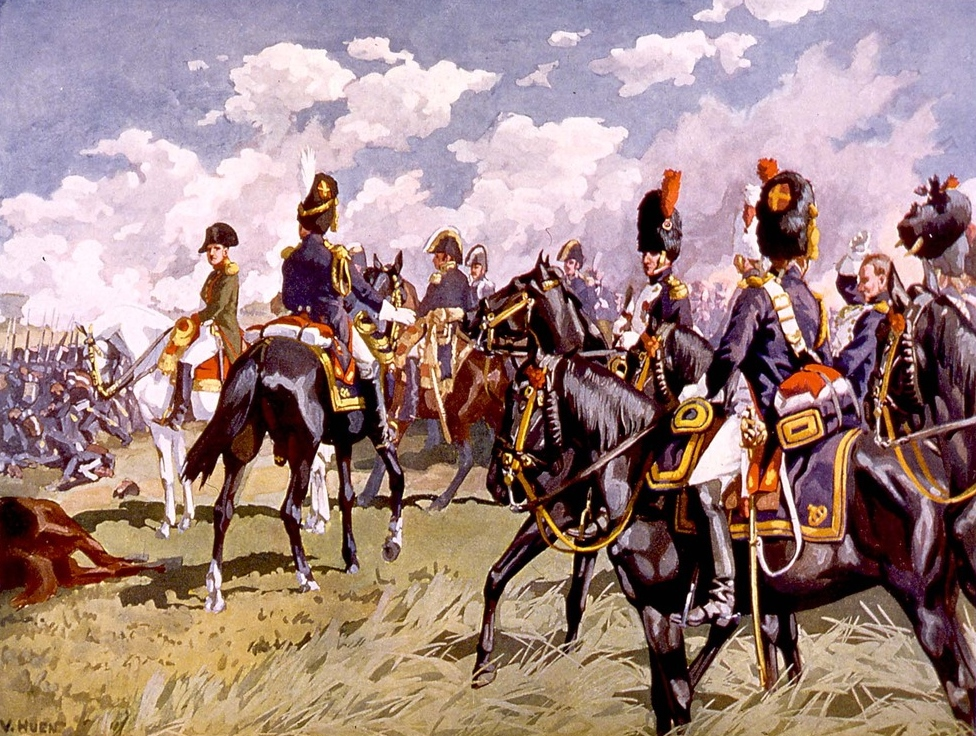
Le général Walther supplie Napoléon de se retirer de la ligne de feu lors de la bataille d'Essling. Illustration de Victor Huen, 1910.

Au mois de mars 1808, Walther est fait comte de l'Empire par l'Empereur et commandeur de l'ordre de la Couronne de fer. Après un passage en Espagne la même année, Walther assiste à la bataille d'Essling les 21 et 22 mai 1809, où il doit intervenir pour préserver l'Empereur qui s'expose, puis commande la cavalerie de la Garde à Wagram les 5 et 6 juillet suivant. Alors que la bataille tourne à l'avantage des Autrichiens, le maréchal Bessières lance une charge de cavalerie massive sur les lignes ennemies avec une partie de la cavalerie de réserve et de celle de la Garde impériale. À l'issue d'une première charge conduite de façon précipitée, Bessières est mis hors de combat et l'attaque est suspendue. Napoléon décide par la suite d'envoyer à l'assaut le corps d'infanterie de Macdonald, soutenu par la cavalerie dont celle de la Garde commandée par Walther. Après la bataille, Macdonald s'emporte contre Walther à qui il reproche de n'avoir pas chargé au moment opportun. En 1812, il prend part à la campagne de Russie et son unité est une de celles qui subit le moins de pertes.
Pendant la campagne d'Allemagne en 1813, Walther continue de commander la cavalerie de la Garde impériale et assiste à ce titre aux batailles de Lützen et de Dresde. Au combat de Toeplitz, le 17 septembre, il commande la cavalerie de la Garde présente sur le terrain, c'est-à-dire les grenadiers à cheval, les dragons et les 1er et 2e régiments de lanciers de la Garde. Un mois plus tard a lieu la bataille de Leipzig, au cours de laquelle Walther dirige la 3e division de cavalerie de la Garde ; à cette date, la cavalerie de la Garde totalise dans son ensemble 7 903 hommes et 18 canons. Après s'être réapprovisionnée à Erfurt où Napoléon a fait rassembler un important stock d'armes et de munitions, l'armée française poursuit son repli à travers l'Allemagne en direction du Rhin.
La bataille de Hanau, les 30 et 31 octobre 1813, est le dernier fait d'armes de la carrière de Walther. Il y commande la 3e division de cavalerie de la Garde, composée des grenadiers à cheval, des dragons, des chasseurs à cheval et des lanciers polonais de la Garde ; cinq escadrons de gardes d'honneur et deux batteries d'artillerie sont également sous ses ordres. Affaibli par ses nombreuses campagnes, Walther meurt le 24 novembre 1813 à Kusel. Les sources divergent sur les causes de sa mort, attribuée soit à l'épuisement soit au typhus, voire à une combinaison des deux. Sa dépouille est d'abord emmenée à la cathédrale de Metz, puis transportée jusqu'à Paris, escortée par un détachement de la Garde impériale. Il est inhumé au Panthéon,. Sa mort touche Napoléon, qui voit disparaître à un moment critique l'un de ses plus brillants cavaliers. Le 17 décembre, l'Empereur écrit à la veuve du général : « je partage bien vivement votre douleur ; j'ai perdu dans votre mari l'un de mes généraux les plus braves, et dont je faisais le plus de cas ».
Tout au long de sa carrière, Walther s'est montré un chef très éclectique, capable de diriger aussi bien de la cavalerie légère que de la cavalerie lourde, même si certains spécialistes estiment qu'il demeure avant tout un général de grosse cavalerie. Un document des Archives nationales indique ainsi que Walther est un « officier général instruit particulièrement dans l'arme de la cavalerie » et le décrit comme « brave, actif et intelligent ». Un mémorialiste du temps affirme qu'il était surnommé « le Balafré » du fait de ses nombreuses cicatrices.

## Famille

Salomé Louise Coulmann, comtesse Walther (épouse du général comte Frédéric Henry Walther), huile sur toile de Robert Lefèvre, 1811, château de Versailles.

Il se marie le 12 avril 1802 avec Salomé Louise Coulmann, de qui il a deux filles, Louise-Catherine née en 1803 et Joséphine-Napoléone-Frédérique-Henriette née en 1807, ainsi qu'un fils, Napoléon Frédéric Louis (18 juillet 1810 - 11 décembre 1811),. Leur fille aînée Louise-Catherine (1803-1875) épouse le baron F. Bartholdi. Leur fille Henriette (1807-1886) épouse Jean André, fils du banquier Dominique André, et devient vers 1842 une « convertie » au Réveil évangélique dont elle est l'une des figures et l'une des bienfaitrices.

## Décorations, titres, honneurs
| Grand aigle de la Légion d'honneur |

- Grand aigle de la Légion d'honneur : 8 février 1806 ( Empire français)

|  |

- Commandeur de l'Ordre de la Couronne de fer ( Royaume d'Italie)

Frédéric Henri Walther est un proche de l'Empereur, qu'il connaît depuis la première campagne d'Italie, même s'il ne l'a pas suivi en Égypte et a servi sous Moreau en 1800. En 1806, Napoléon Ier en fait son chambellan, lui décerne le grand aigle de la Légion d'honneur et le fait commandeur de l'ordre de la Couronne de fer. Le 26 avril 1808, il est fait comte de l'Empire. En campagne constamment auprès de l'Empereur, il est également l'un des plus gros bénéficiaires des dotations, avec 44 821 francs de rentes.

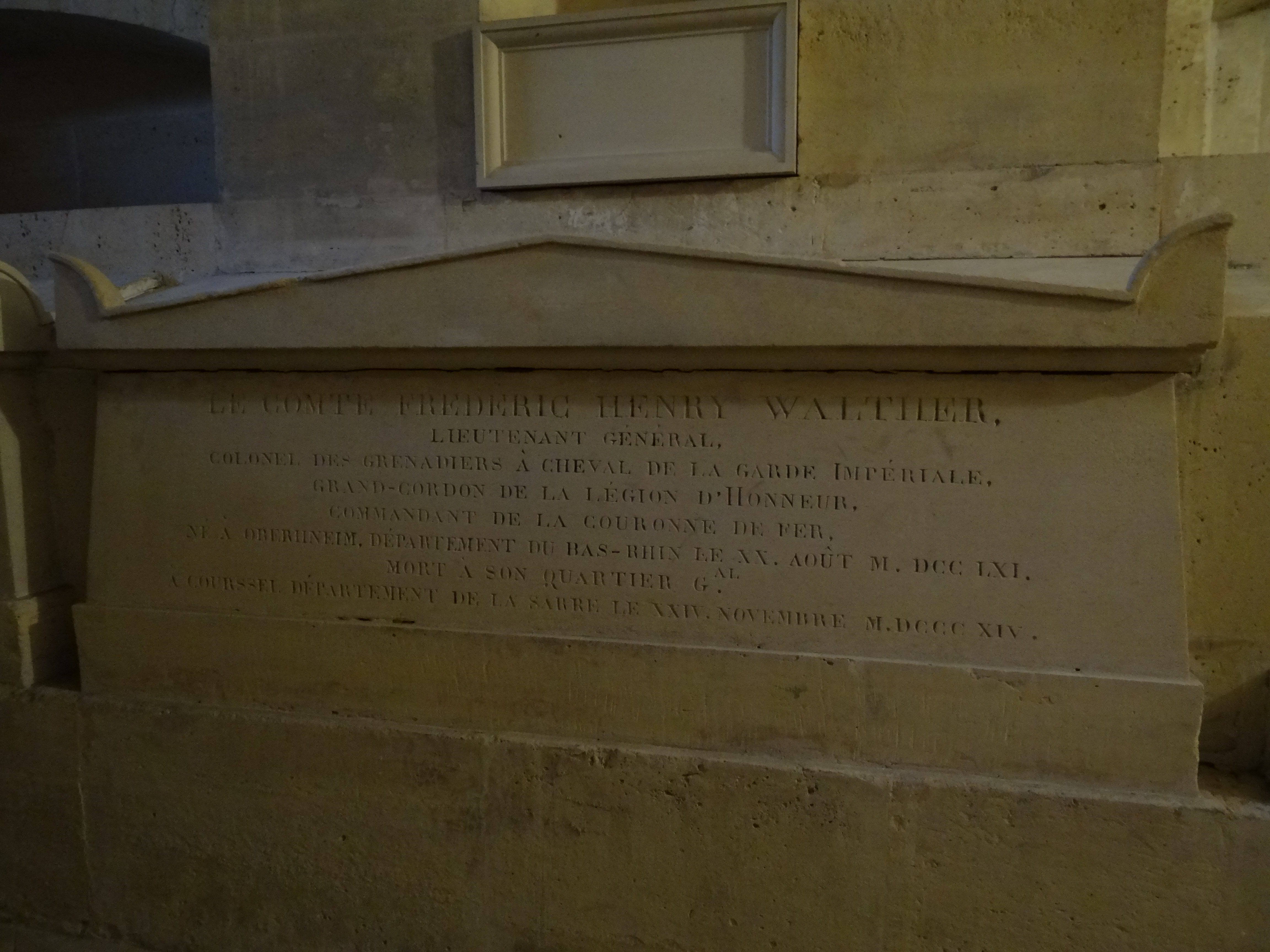
Le tombeau de Frédéric Henri Walther au Panthéon.

Il est inhumé dans un premier temps au cimetière du Père-Lachaise (8e division) avant d'être transféré au Panthéon (caveau IV). Son cœur demeure au Père-Lachaise. Son nom figure sous l'arc de triomphe de l'Étoile à Paris.

## Armoiries
Franc quartier de comte sorti de l'armée, entouré d'une orle de sable, au deuxième quartier tiercé par une bande de gueules, au troisième quartier plein d'argent, quatrième d'azur avec deux grenades d'or placées au-dessus d'un éperon; et pour livrées : azur nuancé, blanc, rouge, jaune et noir.